# Capital Power Corporation
Capital Power Corporation ist ein kanadisches Unternehmen mit Firmensitz in Edmonton. Das Unternehmen ist im Aktienindex S&P/TSX 60 gelistet. Das Unternehmen betreibt Kraftwerke und Pipelines und versorgt Kanada als auch Teile der USA mit Energie.
Capital Power verfügt über mehr als 3.300 Megawatt Energieanlagen auf 16 Standorten.

## Anlagen

### Alberta
- Genesee Generating Station – Warburg
- Clover Bar Energy Centre – Edmonton
- Clover Bar Landfill Gas Plant – Edmonton

### British Columbia
- Island Generation – Campbell River
- Miller Creek – Pemberton
- Brown Lake – Prince Rupert

### Ontario
- Kingsbridge Wind Power Project – Goderich

### USA
- Bridgeport Energy – Connecticut
- Tiverton – Rhode Island
- Rumford – Maine
- Southport – North Carolina
- Roxboro – North Carolina

## Angekündigte Projekte

### Ontario
- Port Dover und Nanticoke Wind Projekt
- K2 Wind Ontario in Zusammenarbeit mit Samsung Renewable Energy Inc.
- Halkirk Wind in Zusammenarbeit mit Greengate Power Corporation.